# Dávid Hancko
Dávid Hancko (sinh 13 tháng 12 năm 1997) là một cầu thủ bóng đá Slovakia hiện tại thi đấu cho câu lạc bộ Serie A Fiorentina ở vị trí hậu vệ.

## Sự nghiệp câu lạc bộ

### MŠK Žilina
Hancko ra mắt tại Fortuna Liga cho MŠK Žilina trước FO ŽP Šport Podbrezová ngày 12 tháng 3 năm 2016. Anh được đề cử trong danh sách UEFA là một trong những tài năng hứa hẹn năm 2018.

### Bàn thắng quốc tế
| # | Ngày                 | Địa điểm                                           | Đối thủ       | Bàn thắng | Kết quả | Giải đấu                 |
| - | -------------------- | -------------------------------------------------- | ------------- | --------- | ------- | ------------------------ |
| 1 | 11 tháng 6 năm 2019  | Bakcell Arena, Baku, Azerbaijan                    | Azerbaijan    | 5–1       | 5–1     | Vòng loại UEFA Euro 2020 |
| 2 | 17 tháng 11 năm 2022 | Sân vận động Podgorica City, Podgorica, Montenegro | Montenegro    | 1–0       | 2–2     | Giao hữu                 |
| 3 | 11 tháng 9 năm 2023  | Tehelné pole, Bratislava, Slovakia                 | Liechtenstein | 1–0       | 3–0     | Vòng loại UEFA Euro 2024 |
| 4 | 13 tháng 10 năm 2023 | Sân vận động Dragão, Porto, Bồ Đào Nha             | Bồ Đào Nha    | 1–2       | 2–3     | Vòng loại UEFA Euro 2024 |